# Хосе Марія Ласа
Хосе Марія Ласа Ібаргурен (ісп. José María Lasa Ibarguren, нар. 3 березня 1948, Андоайн, Іспанія) — іспанський футболіст, що грав на позиції півзахисника.
Володар кубка Іспанії.

## Клубна кар'єра
У дорослому футболі дебютував 1966 року виступами за команду клубу «Еускальдуна», в якій провів один сезон.
Згодом з 1967 по 1972 рік грав у складі команд клубів «Логроньєс», «Реал Вальядолід» та «Гранада».
Своєю грою за останню команду привернув увагу представників тренерського штабу клубу «Атлетік Більбао», до складу якого приєднався 1972 року. Відіграв за клуб з Більбао наступні шість сезонів своєї ігрової кар'єри. Більшість часу, проведеного у складі «Атлетика», був основним гравцем команди. За цей час виборов титул володаря Кубка Іспанії з футболу.
Протягом 1978—1983 років захищав кольори клубів «Реал Сарагоса» та «Дуранго».
Завершив професійну ігрову кар'єру у клубі «Абадіно», за команду якого виступав протягом 1983—1984 років.

## Виступи за збірну
1980 року провів один матч у складі збірної Країни Басків.

## Досягнення
- Володар кубка Іспанії:

«Атлетік Більбао»: 1972–1973